# Francisco Osorto
Francisco Salvador Osorto Guardado (ur. 20 marca 1957 w La Union, zm. 26 lutego 2023) – salwadorski piłkarz grający na pozycji obrońcy.

## Kariera klubowa
W czasie kariery piłkarskiej Francisco Osorto występował w salwadorskim klubie C.D. Santiagueno. Nie osiągnął jednak z nim znaczących sukcesów.

## Kariera reprezentacyjna
Francisco Osorto występował w reprezentacji Salwadoru w latach osiemdziesiątych. W 1981 uczestniczył w zakończonych sukcesem eliminacjach do mistrzostw  świata 1982. Na mundialu w Hiszpanii wystąpił w dwóch spotkaniach z Belgią i Argentyną.